# Monti Orulgan
I monti Orulgan (in russo Орулган?; in lingua sacha: Орулҕан сис) sono una catena montuosa nell'estremo nordest siberiano che fa parte del sistema montuoso dei monti di Verchojansk. Si trovano nella Sacha (Jacuzia), in Russia. 

## Geografia
I monti, che si trovano a sud della cresta Charaulachskij, si allungano per circa 500 km con una larghezza fino a 200 km. L'altezza maggiore (2 283 m) è quella di una vetta senza nome. Sono noti sui monti Orulgan più di 70 ghiacciai, per una superficie totale di 18 km². Il più grande è il ghiacciaio di Kolosov (4,4 km²).
La catena, composta da calcari, arenaria e scisti, è solcata da profonde valli fluviali. Hanno origine dai monti Orulgan i fiumi Menkere, Undjuljung, Bësjuke, Džardžan; vi scorrono il fiume Soboloch-Majan e altri affluenti di destra della Lena; l'Omoloj e i suoi affluenti (l'Arga-Jurjach che scende dagli Orulgan); e il Bytantaj, affluente di sinistra della Jana. A un'altezza di 1000-1200 m, sono presenti radi boschi di larici, ad altezze superiori prevale la tundra alpina.